# سووبسك
سووبسك (بالإنجليزية: Słupsk)‏ هي مدينة مع صلاحيات بووتيس ‏ تقع في بولندا في محافظة بومرسكي.[بحاجة لمصدر] يقدر عدد سكانها 43.15 كم2 وترتفع عن سطح البحر 22 متر.

## المناخ
يظهر الجدول التالي التغييرات المناخية على مدار السنة لسووبسك:
| البيانات المناخية لـسووبسك        | البيانات المناخية لـسووبسك | البيانات المناخية لـسووبسك | البيانات المناخية لـسووبسك | البيانات المناخية لـسووبسك | البيانات المناخية لـسووبسك | البيانات المناخية لـسووبسك | البيانات المناخية لـسووبسك | البيانات المناخية لـسووبسك | البيانات المناخية لـسووبسك | البيانات المناخية لـسووبسك | البيانات المناخية لـسووبسك | البيانات المناخية لـسووبسك | البيانات المناخية لـسووبسك |
| الشهر                             | يناير                      | فبراير                     | مارس                       | أبريل                      | مايو                       | يونيو                      | يوليو                      | أغسطس                      | سبتمبر                     | أكتوبر                     | نوفمبر                     | ديسمبر                     | المعدل السنوي              |
| --------------------------------- | -------------------------- | -------------------------- | -------------------------- | -------------------------- | -------------------------- | -------------------------- | -------------------------- | -------------------------- | -------------------------- | -------------------------- | -------------------------- | -------------------------- | -------------------------- |
| متوسط درجة الحرارة الكبرى °م (°ف) | 0 (32)                     | 0 (32)                     | 3 (37)                     | 10 (50)                    | 16 (61)                    | 20 (68)                    | 21 (70)                    | 20 (68)                    | 18 (64)                    | 12 (54)                    | 6 (43)                     | 2 (36)                     | 11 (52)                    |
| متوسط درجة الحرارة الصغرى °م (°ف) | −4 (25)                    | −5 (23)                    | −2 (28)                    | 1 (34)                     | 5 (41)                     | 9 (48)                     | 11 (52)                    | 11 (52)                    | 8 (46)                     | 5 (41)                     | 1 (34)                     | −1 (30)                    | 3 (37)                     |
| الهطول مم (إنش)                   | 40 (1.6)                   | 30 (1.2)                   | 20 (0.8)                   | 30 (1.2)                   | 50 (2.0)                   | 60 (2.4)                   | 80 (3.1)                   | 90 (3.5)                   | 60 (2.4)                   | 50 (2.0)                   | 40 (1.6)                   | 50 (2.0)                   | 660 (26.0)                 |
| المصدر: Meteo.Pl                  |                            |                            |                            |                            |                            |                            |                            |                            |                            |                            |                            |                            |                            |

## المدن التوأمة
مدن أرخانغلسك، City of Carlisle، كارتاكسو، فلنسبورغ (مينيسوتا)، Ustka، فانتا (فنلندا)، Vordingborg وغرودنو هي مدن توأمة لـسووبسك.

## أعلام
- كريستيان ماير
- هينريتش فون ستيفان
- بافل كريتشالوفتش
- توماش إيوان
- إدغار ويسينويسكي
- جان ديداك
- فيلهيلمينا كوش